# Ichthyophis bernisi
Espèce
Statut de conservation UICN

 DD  : Données insuffisantes
Ichthyophis bernisi est une espèce de gymnophiones de la famille des Ichthyophiidae.

## Répartition
Cette espèce est endémique de Java en Indonésie.

## Étymologie
Cette espèce est nommée en l'honneur de Don Francisco Bernis Madrazo.

## Publication originale
- Salvador, 1975 : Un nuevo cecilido procedente de Java (Amphibia: Gymnophiona). Bonner Zoologische Beiträge, vol. 26, p. 366-369 (texte intégral).